# Subaru WRX
La Subaru WRX est une automobile de sport dotée d'un turbocompresseur de la marque Subaru. Elle succède à partir de 2015 aux modèles basés sur la Subaru Impreza, produite depuis 1992 au Japon et exportée à partir de 1994, connus sous l'appellation de Subaru Impreza WRX notamment à partir des années 2000.
Elle est un modèle phare dans le monde du rallye. La Subaru WRX et sa jumelle la WRX STI sont indissociables et toujours commercialisées en binôme à partir de la deuxième jusqu'à la quatrième génération. Elles sont les modèles les plus puissants de la gamme et la vitrine sportive de la marque automobile Subaru.
La WRX affiche pour la première génération 268 chevaux, tandis que la WRX STI atteint 310 chevaux. Les performances ont tendance à se rapprocher, la STI tablant plutôt sur le comportement et restant toujours le modèle supérieur en sportivité.
En 2022 avec l'arrivée de la deuxième génération de la WRX, la version STI est abandonnée au profit d'une version GT qui permet à Subaru de rester dans les nouvelles normes d'émissions de CO² pour son marché principal en Amérique du Nord. La gamme complète de WRX reste indisponible depuis 2018 en Europe.

## Contexte

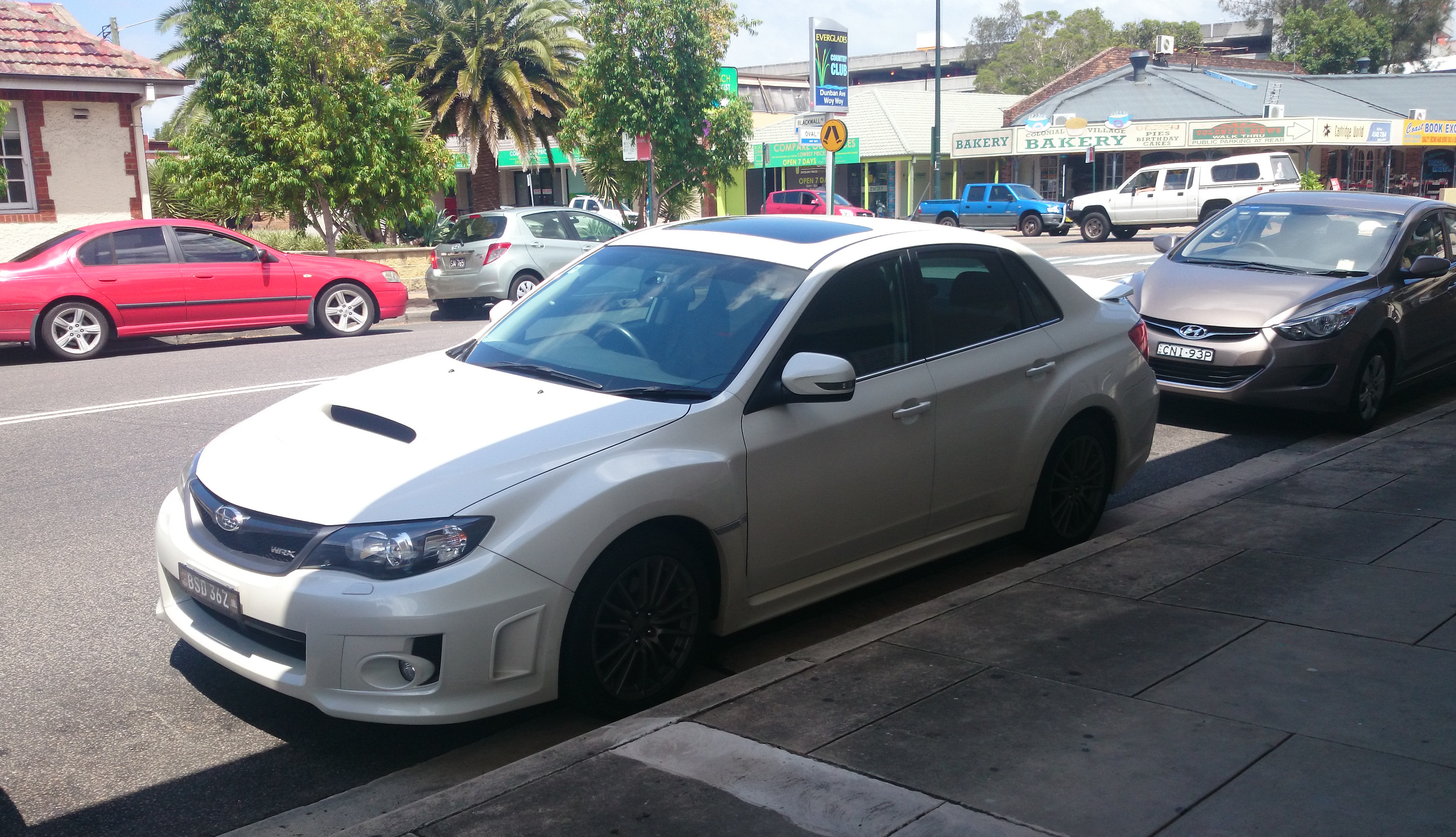
Impreza WRX commençant sa carrière solo en fin de troisième génération

En 2011, Subaru évoque une nouvelle génération de Subaru Impreza mais annonce dans le même temps que l'Impreza WRX et sa jumelle la WRX STI restent au catalogue, et sans avancer de date de remplacement.
C'est finalement à l'automne 2013 qu'est présenté le concept car de la future WRX. Au fur et à mesure des informations disponibles, on apprend que la WRX ne serait finalement plus une Subaru Impreza et qu'elle évoluerait désormais sur un design et des sorties distincts.
Il est toutefois annoncé que, pour la première génération de Subaru WRX, la voiture sera construite à partir de la version berline de l'Impreza 4 (châssis GJ qui sera renommé VA), faisant de ce modèle le dernier dérivé de l'Impreza. La version finale de la Subaru WRX sort finalement fin 2014, pour l'année modèle 2015.
Pour la génération suivante de Subaru WRX produite en 2022, la base, le développement, la conception et le rythme des changements de modèle de la voiture n'ont plus rien à voir avec ceux de la Subaru Impreza. On parle de deuxième génération et non de cinquième.

## 4eet dernière génération /1reGénération
La Subaru WRX est basée sur la 4e génération de l'Impreza et impose un tournant majeur dans la scission des deux modèles. Bien que cette génération soit encore basée sur la version berline de l'Impreza 4 (elle sera la dernière à être basée sur une plateforme et un modèle précis d'Impreza), elle se voit offrir un design plus agressif, supprime le nom Impreza et devient une gamme de modèles à part entière à son lancement en 2014. Elle emprunte le châssis GJ de l'Impreza berline renommé VA et n'utilisera pas le châssis GP (à hayon). Elle est donc la première Génération de Subaru WRX mais aussi la 4e et dernière version de WRX basée sur la Subaru Impreza.
La WRX est distribuée sous les deux formats de transmission, manuelle et automatique, tandis que la WRX STI reste fidèle à la boite mécanique couplée à son SI-Drive (gestionnaire de différentiel).
Elle est le premier modèle de la marque proposé avec les outils d'aide à la conduite et de contrôle de la route conçus par Subaru sous l'appellation "EyeSight", pack uniquement disponible avec la boîte automatique CVT "Lineartronic". Cette proposition est d'abord destinée à mieux vendre le modèle aux États-Unis en s'alignant sur ce que proposent les concurrents japonais et allemands des marques Premium et sportives, la boîte automatique et les options de confort étant incontournables sur ce marché où la boîte manuelle est marginale et où la WRX se retrouve dans la liste très réduite des voitures proposées avec les trois pédales.
Le moteur FA20 qui équipe la WRX remplace les EJ20 et EJ25 et intègre pour la première fois le "Twin Scroll" ainsi que l'injection directe, ce qui permet de donner une sensation de forte poussée dès le début du compte-tour. Il affiche 268 chevaux et le 0–100 km/h est annoncé entre 5,2 et 5,5 secondes pour les réglages les plus optimaux des aides à la conduite, notamment le TracMode qui désactive le contrôle dynamique du véhicule et peut s'accompagner également de la désactivation de l'ABS : certaines fonctionnalités, comme le VDC (Contrôle dynamique du véhicule ou VDCS pour Vehicle Dynamics Control System) peuvent en effet pénaliser l'accélération jusqu'à plus d'1 seconde afin de favoriser l'adhérence au détriment des performances.

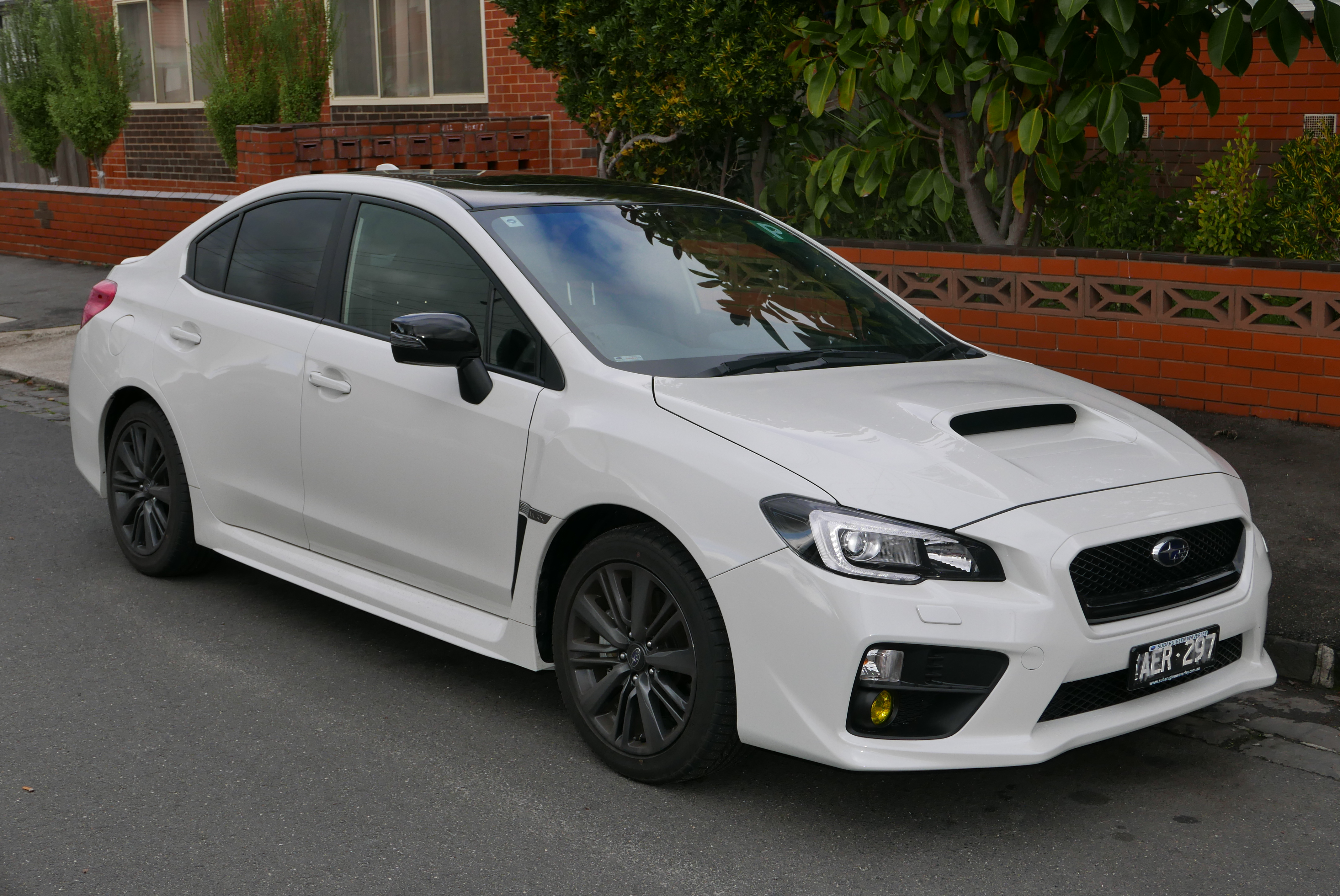
Subaru WRX (VA)

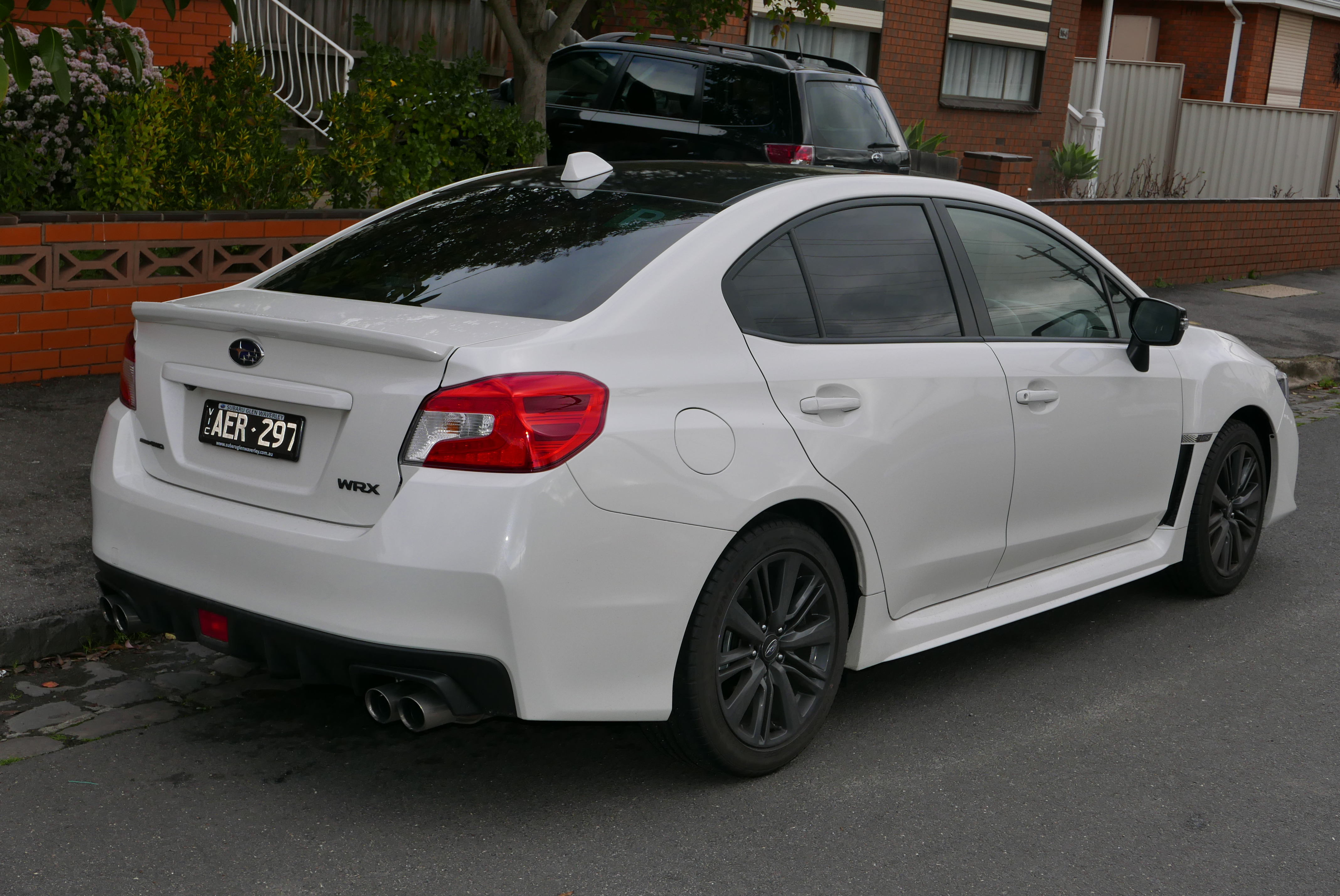
Subaru WRX (VA)

La Subaru WRX STI est basée sur la WRX mais conserve le vieillissant EJ25 au lieu de passer à la génération "FA". Cela lui permet toutefois de garder la sonorité très particulière et classique associée à Subaru. Elle n'est disponible qu'en boîte manuelle.

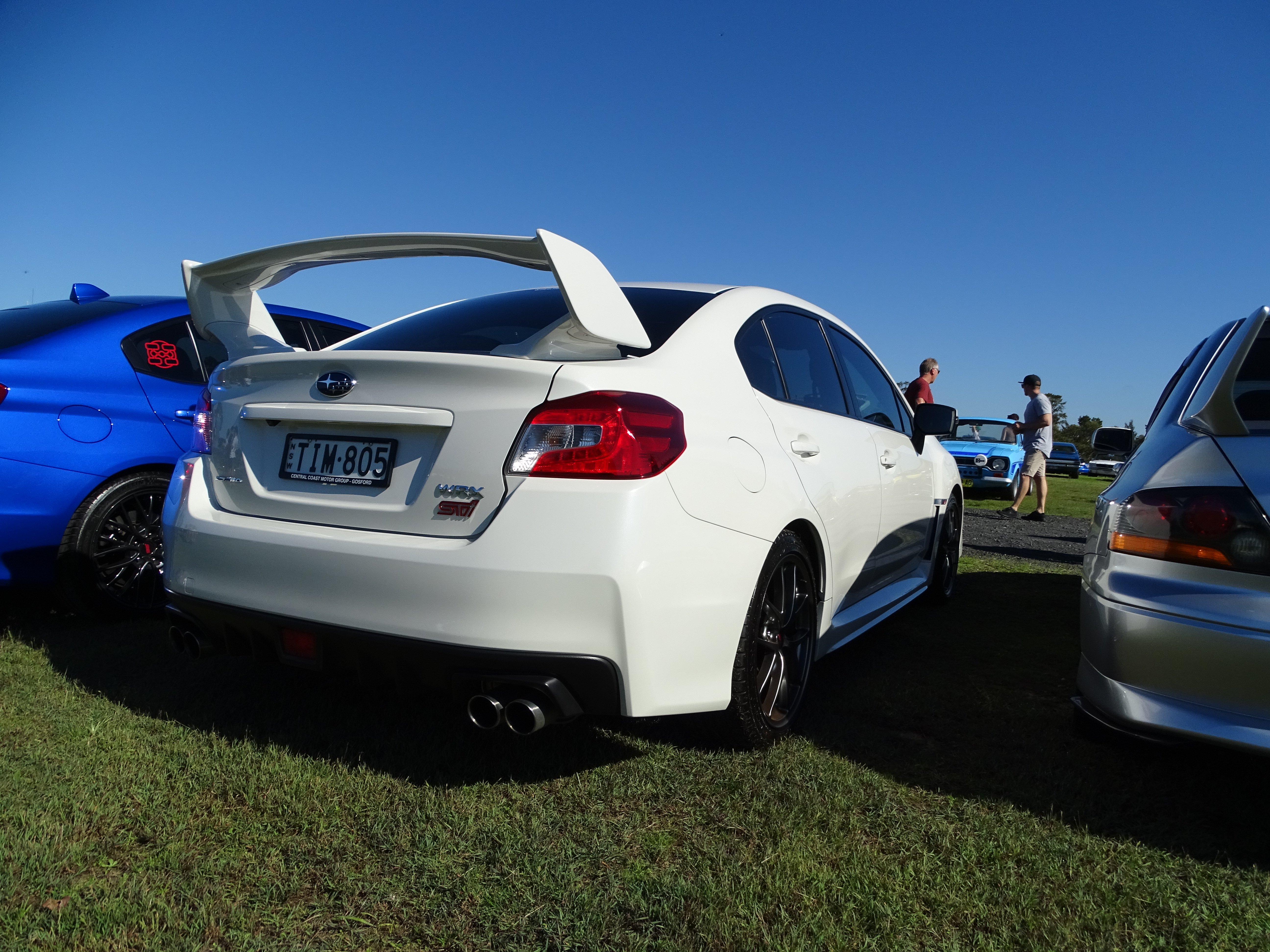
Subaru WRX STI - 4e génération

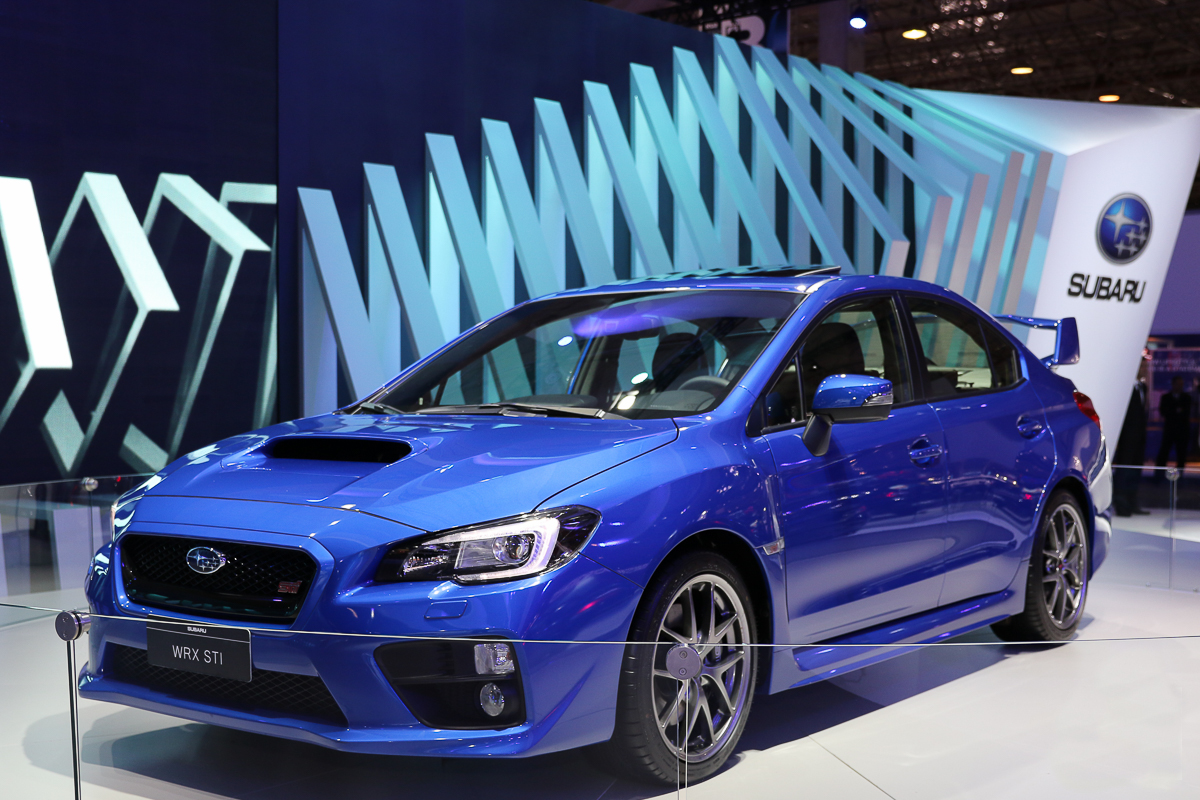
Subaru Impreza WRX STI - 4e génération

### Phase 2 - Facelift
Au Salon de Détroit 2017, la WRX et la WRX STI apparaissent restylées pour l'année modèle 2018 : bouclier avant redessiné, phares intégrant des LED directionnelles, trains roulants modifiés avec les suspensions. Les jantes d'origine des versions Limited ou Sport-Tech au Canada sont également modifiées — ensuite, la proposition pour les STI va changer pratiquement chaque année jusqu'en 2021.
Pour l'intérieur, la WRX adopte de nouvelles couleurs de garniture qui passent du gris à l'anthracite en bas du volant et autour du levier de vitesse, avec une nouvelle casquette centrale en surpiqûre rouge et un nouvel écran, plus réactif, qui fusionne les 2 qui existaient précédemment et à l'interface entièrement repensée. Les indicateurs du tableau de bord (vitesse, compte-tour, jauges) passent du tout orange à blanc et nuance d'orange. La WRX STI gagne en outre la garniture cuir autour de la console centrale, au niveau du levier de vitesse.
En 2019, Subaru offre à la WRX et à la WRX STI les outils "Android Auto" et "Apple CarPlay" ainsi qu'un embrayage repensé, plus solide et plus réactif. En 2020, le constructeur propose également pour la WRX les surpiqûres rouges sur les garnitures de portes, jusque là proposées uniquement sur les versions STI. En 2021, dernière année modèle, Subaru fusionne en partie l'édition limitée RS de 2020 avec la Limited ou Sport-Tech qui intègre désormais des freins Brembo à 4 pistons de couleur rouge et les sièges Recaro en ultrasuede™ et cuir avec bande rouge identique à ceux de la de STI.

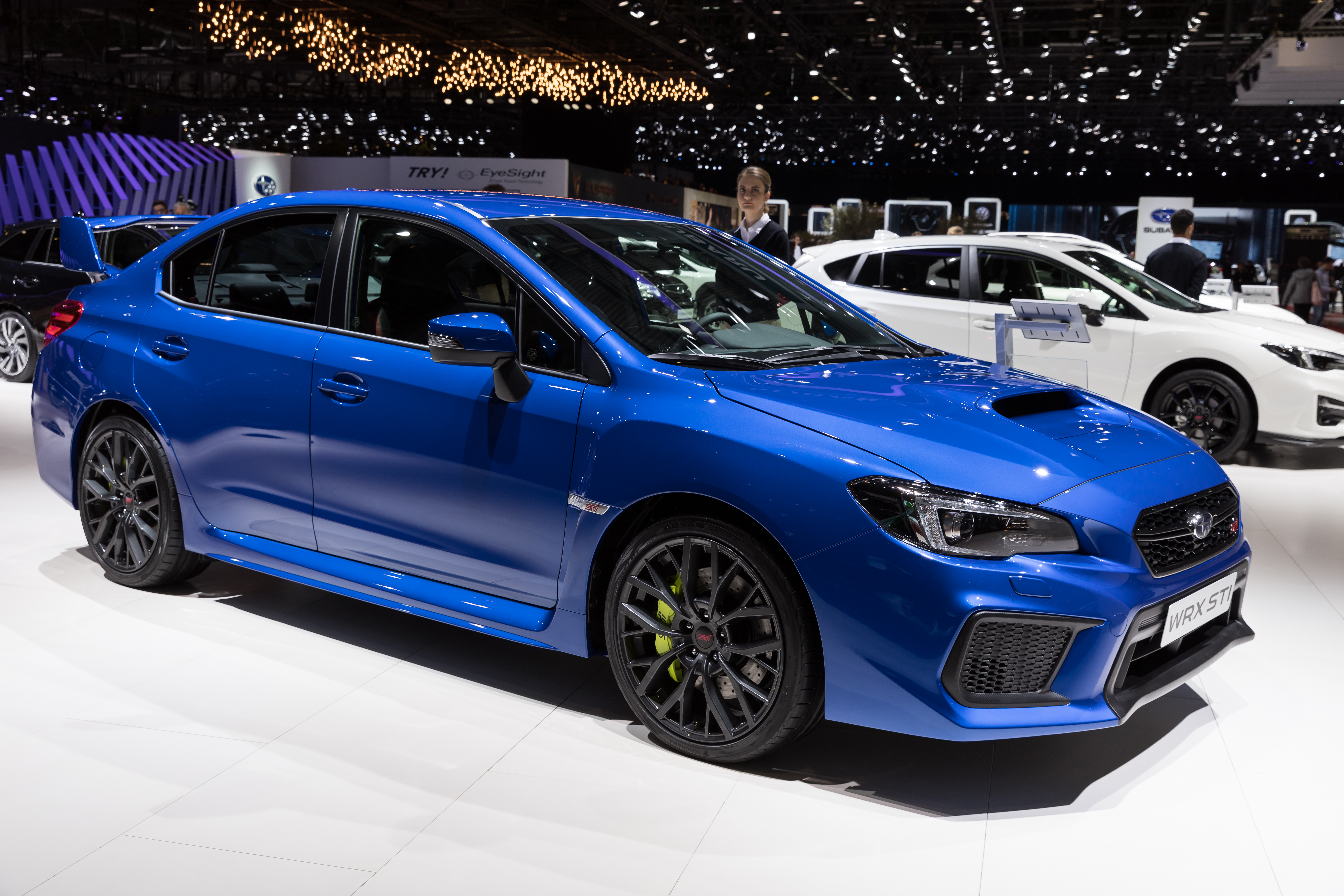
La Subaru WRX STI après son restylage de 2018

Elle fera un bref passage en Europe, avant son retrait à cause des normes antipollution de l'Union Européenne, tout en continuant d'être vendue partout ailleurs dans le monde. En effet, début 2018, à l'instar de nombreux constructeurs, Subaru arrête la production pour l'Europe des modèles incompatibles avec les normes Euro 6.2. C'est le cas pour les WRX et WRX STI et Subaru offre prématurément une Final Edition pour ce marché en attendant la future génération de modèles qui permettraient de revenir en Europe.
Malgré cela, les WRX avec moteur FA20 et les WRX STI avec le moteur EJ25 continuent leur brillante carrière sur les marchés hors Europe, notamment les marchés japonais, australien, américain et canadien qui sont, depuis longtemps, les marchés centraux et privilégiés de la marque aux six étoiles.

Le modèle 2021 a été reconduit au début de 2022 en attendant que les premiers exemplaires de sa remplaçante puissent sortir des usines dans un contexte de pénurie des semi-conducteurs — il est toujours considéré comme année modèle 2021 et non 2022, réservé à la génération suivante. 

### Finitions
Le modèle fut réparti en plusieurs gammes. Selon le marché, comme au Canada, les WRX venaient pré-configurées selon la version, alors qu'aux États-Unis étaient proposés des équipements à la carte. Les versions australienne et américaine sont très proches, celles du Canada sont totalement différentes dans leurs options de série.
Aussi, les WRX STI étaient livrées d'origine avec le classique aileron en Australie et aux États-Unis, alors qu'il fallait acheter la version la plus chère au Canada pour le voir proposé en option.
Le Japon ne propose que la version STI, mais la version S4 est sa version de la WRX standard, le chiffre 4 étant issu des quatre mots commençant par "S" qui se rapportent aux critères de conception de la voiture : Sportivité, Sécurité, Intelligence (Smart), Sophistication.
Les éditions spéciales (notamment l'Édition Finale en Europe) sont toujours issues de la version la plus complète du modèle, couplées à des ajouts exclusifs ou appartenant à la variante STI (si WRX).
Australie :
- Subaru WRX AWD
- Subaru WRX Premium AWD
- Subaru WRX STI AWD

États-Unis :
- WRX
- WRX Premium
- WRX Limited (modifié en 2021 avec le groupe d'option complet RS)
- WRX STI Premium
- WRX STI Limited

Canada :
- WRX Base
- WRX Sport
- WRX Sport-Tech (modifié en 2021 avec le groupe d'option complet RS)
- WRX STI
- WRX STI Sport
- WRX STI Sport-Tech (Grand aileron en option)

Japon :
- WRX S4 STI Sport (Eyesight) [6]
- WRX STI [7]

À noter que la nomenclature des numéros de série dans tous les pays des WRX indique toujours de quel moteur la voiture est équipé :
- G: WRX équipé du FA20F
- B: WRX STI avec le EJ207
- F: WRX STI avec le EJ257

#### Critique
La principale critique lors de la réception des journalistes était orientée vers le tableau de bord. En effet, basé sur la quatrième génération d'Impreza en fin de parcours, il était déjà daté avant même sa sortie, alors que Subaru avait communiqué des images de planche de bord plus modernes pour ses futurs modèles sur la plateforme SGP (Subaru Global Platform) que la Subaru WRX (VA) n'utilise pas.
L'autre critique la plus répandue, cette fois-ci parmi les acheteurs et passionnés, était l'absence de version à hayon. Cette version, qui avait pourtant été la cible de critiques virulentes lors de la génération précédente, fut très demandée mais jamais proposée.
Côté moteur, la Subaru WRX a dû attendre 2019 avant de voir son principal défaut corrigé : avec l'arrivée du Twin Scroll, Subaru créa sans le vouloir un creux dans le couple, qui donne l'impression de perdre de la puissance et du couple entre les deux phases de déclenchement du turbo. Cela pénalise aussi la WRX en accélération, le changement de rapport mettant le compte-tour exactement dans le creux de puissance du turbo. De nombreux utilisateurs ont également rapporté que le rev-hang était beaucoup trop prononcé. Les deux problèmes sont présents de l'année modèle 2015 à 2018 et peuvent être réparés avec une mise au point moteur chez un préparateur certifié. Toutefois, en ce qui concerne la fiabilité du moteur FA20DIT, il ne causa aucun mal de tête à ses propriétaires, seule la transmission restant relativement fragile.
Pour sa part, la Subaru WRX STI n'est pas exempte de problèmes côté moteur, l'Ej257 ayant causé de nombreux soucis à ses propriétaires — les moteurs étant parfois défectueux directement à la sortie de l'usine. Le problème était pratiquement toujours la défaillance d'un segment. La majorité des problèmes et des défectuosités seront couverts par la garantie initiale du constructeur et, depuis le restylage de 2018, les problèmes semblent réglés.

#### Ventes
Subaru réussira son pari de mettre plus en avant sa version sportive, bénéficiant du désintérêt des marques concurrentes à proposer des modèles sportifs. Aux États-Unis, les chiffres de façon générale sont moins bons que pour la Subaru Impreza, mais meilleurs que les chiffres des seules versions WRX et WRX STI. Elles n'ont fait qu'augmenter entre 2011 et 2017, restant ensuite sur un plateau aux alentours de 21 000 unités vendues par année. Avant 2009, les chiffres de vente étaient combinés toutes Impreza confondues. Le Canada rencontre des statistiques assez similaires, mais avec des chiffres beaucoup moins élevés, le marché étant pratiquement 10 fois plus petit en nombre d'acheteurs. Les chiffres tournent aux alentours de 3000 à 4000 unité vendues par année.
| Calendar year | Impreza (US)      | WRX/WRX STI (US)  | XV/Crosstrek (US) | Total   |
| ------------- | ----------------- | ----------------- | ----------------- | ------- |
| 2007          | 46,333 (combined) | 46,333 (combined) | NC                | 46,333  |
| 2008          | 49,098 (combined) | 49,098 (combined) | NC                | 49,098  |
| 2009          | 46,611 (combined) | 46,611 (combined) | NC                | 46,611  |
| 2010          | 36,072            | 8,323             | NC                | 44,395  |
| 2011          | 42,401            | 13,805            | NC                | 56,206  |
| 2012          | 68,175            | 13,624            | 7,396             | 89,195  |
| 2013          | 58,856            | 17,969            | 53,741            | 130,566 |
| 2014          | 57,996            | 25,492            | 70,956            | 154,444 |
| 2015          | 66,785            | 33,734            | 88,927            | 189,446 |
| 2016          | 55,238            | 33,279            | 95,677            | 184,194 |
| 2017          | 86,043            | 31,358            | 110,138           | 227,539 |
| 2018          | 76,400            | 28,730            | 144,384           | 249,514 |
| 2019          | 66,415            | 21,838            | 131,152           | 219,405 |
| 2019          | N/A               | 21,178            | N/A               | N/A     |

### Éditions limitées

#### WRX STI Launch Edition
En 2015, pour célébrer la sortie d'un nouveau modèle de WRX et son passage à une nouvelle ère, Subaru lance la WRX STI Launch Edition, livrée avec la peinture extérieure "rally Blue" combinée aux célèbres jantes en alliage BBS de 18 pouces peintes en or. Seulement 1 000 exemplaires ont été lancés en Amérique du Nord.
Le terme "Launch Edition" est aussi utilisé pour désigner toutes les WRX et WRX STI de l'année modèle 2015. Elles sont extérieurement identiques aux modèles 2016 et 2017 hormis pour l'intérieur et notamment la console centrale. Uniquement pour l'année modèle 2015, seule la version la plus chère avait l'écran tactile. De façon générale, les aérations étaient différentes et à partir de 2016 la finition noir brillant imitait le carbone.

#### WRX STI Hyper-Blue
En 2016, Subaru lance la série spéciale WRX STI Hyper Blue, avec une production limitée à 700 unités pour les États-Unis. La nouvelle couleur bleu clair non métallisé couvre l'extérieur et est accompagnée par des badges, des coques de rétroviseur et des roues BBS de 18 pouces en noir brillant. Des surpiqûres bleues apportent de la couleur à l'intérieur, tandis que le système de navigation Subaru de sept pouces de large avec une chaîne stéréo à neuf haut-parleurs est de série pour cette version.
En Australie, Subaru annonce que l'édition spéciale WRX Premium Hyper Blue avec la CVT automatique sera limitée à 200 unités destinées aux clients, et la WRX STI Premium avec la boîte de vitesses à six vitesses limitée à seulement 50 unités.

#### WRX Édition RAIU
En 2019 au Canada exclusivement, sort une Edition RAIU (orage en japonais) pour la WRX uniquement. C'est la première édition spéciale pour le Canada en 15 ans de commercialisation. Elle a pour particularité de n'offrir qu'une seule couleur "gris kaki" et de mélanger les options de la plus équipée des WRX avec plusieurs options d'esthétique de la WRX STI ainsi que le levier de vitesse de la STI, plus court que celui de la WRX.
Elle inclut des freins Brembo à 4 pistons peints en rouge et toutes les caractéristiques de la version RS. Elle sera proposée comme année modèle 2019 jusqu'à écoulement des stocks.

#### WRX Series Gray
Il s'agit de la version RAIU pour les États-Unis. Lancée la même année 2019 pour une production de 750 exemplaires, elle apporte, en plus de sa cousine canadienne, les rétroviseurs rabattables et la suppression du toit ouvrant.
Contrairement à la RAIU, il y a eu une version WRX STI

#### WRX RS

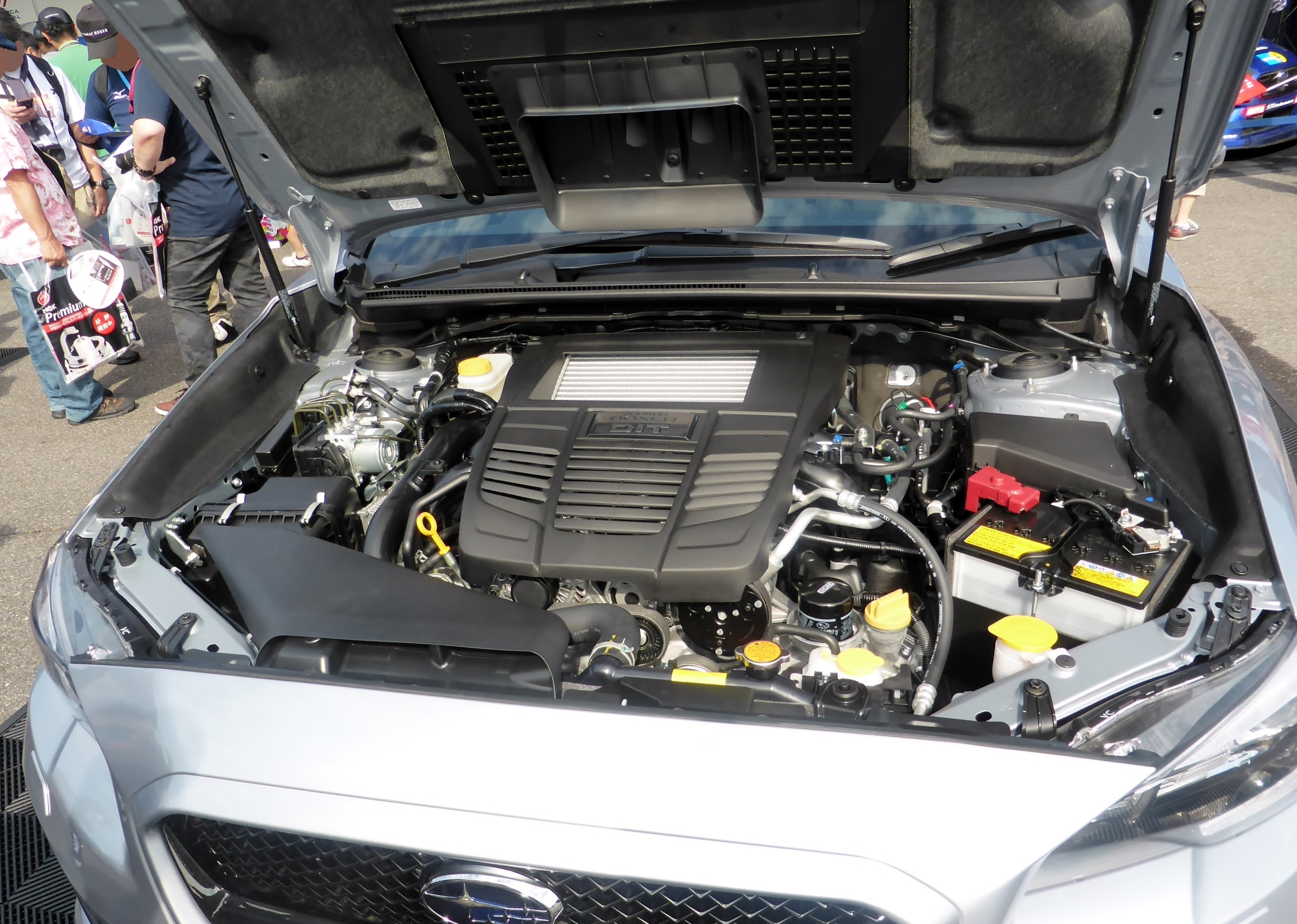
Moteur FA20 des WRX depuis 2015

En 2019 pour l'année modèle 2020, Subaru sort une version "RS" de sa WRX, qui rend ce modèle pratiquement au même niveau de performance qu'une WRX STI.
Une bonne partie des options se retrouvait sur l'édition limitée précédente : RAIU ou Series Gray. La différence étant que le choix des couleurs était totalement libre dans le catalogue et que les kits carrosserie n'étaient pas proposés de série.
Elle amène sur le plan mécanique les étriers de freins à quatre pistons Brembo de la WRX STI, peints en rouge. Pour l'intérieur, les sièges Recaro en alcantara et cuir avec contour rouge provenant de la STI sont désormais proposés. Pour l'occasion, les jantes 18 pouces de la WRX sont proposées, mais retravaillées pour laisser la place aux freins plus gros.
Ce modèle est commercialisé comme "année modèle 2020" à cheval sur 2019 et 2020.
En 2021, ce modèle est fusionné avec la version la plus haut de gamme disponible sur le marché (Limited aux États-Unis et Sport Tech au Canada). Cette version, qui marque la dernière année modèle de la WRX, propose toutes les caractéristiques de la version RS qui remplace le traditionnel équipement de série comme les sièges en cuir ou les freins plus standard de la WRX.

#### WRX STI Legend Edition
En 2018, Subaru décide de retirer de la vente en Europe la WRX et la WRX STI. Pour honorer la longue carrière du modèle, Subaru propose en France une série limitée de 60 exemplaires numérotés.
Le modèle est relativement proche de la version de série du moment mais se démarque par des ajouts carrosserie comme une lame à l'avant, des jupes latérales et un diffuseur arrière plus retravaillé et orné du sigle STI.
Le sigle se retrouve également sur les écrous de jante, le bouton de démarrage, les tapis de sol, sous le capot moteur et sur les bouchons de radiateur et d'huile. Elle propose également de série l'accès sans clé, la caméra de recul, les sièges chauffants avec réglage électrique pour le conducteur.

#### WRX STI Ej20 - Final Edition

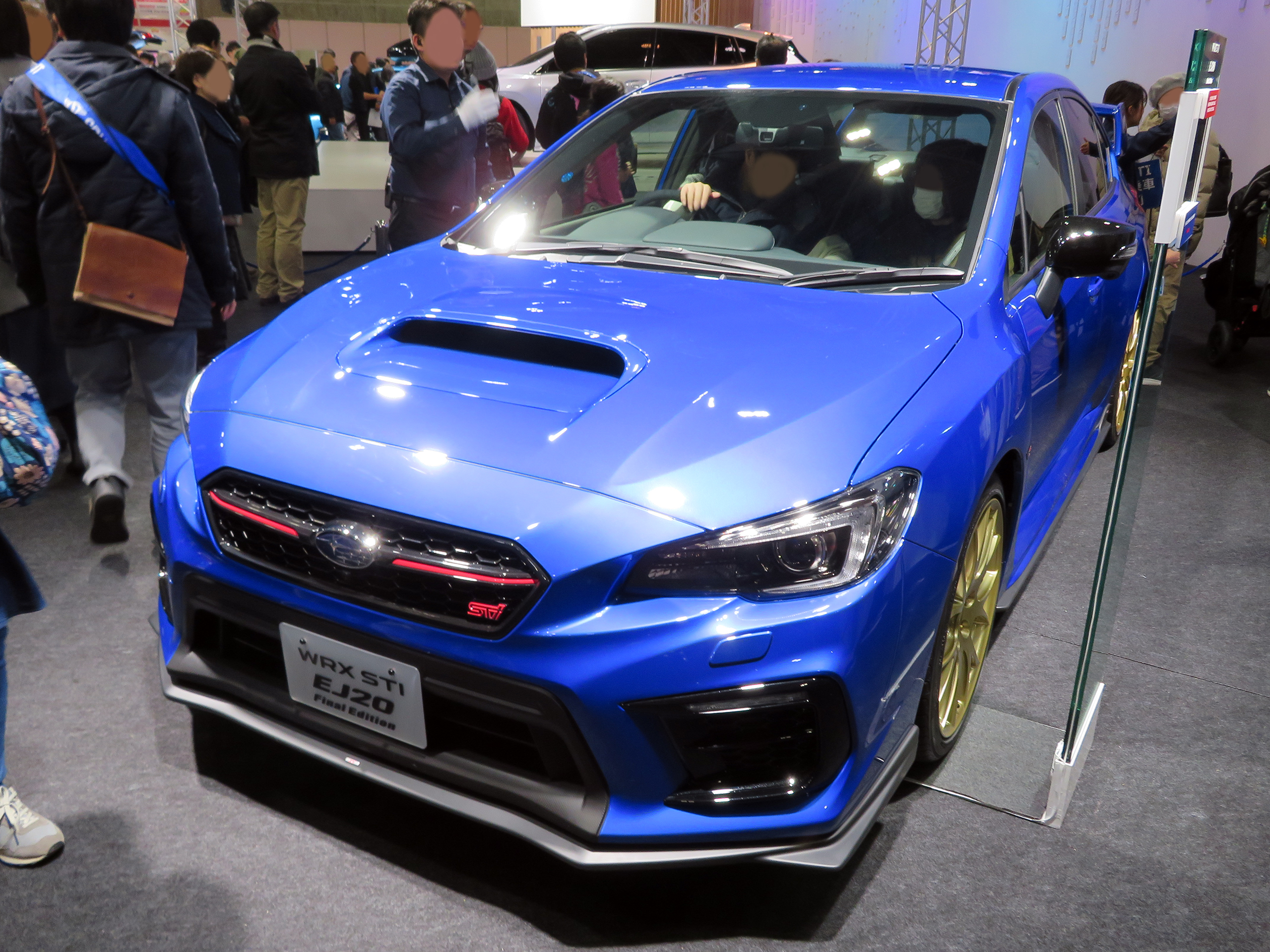
WRX STI EJ20 Final Edition

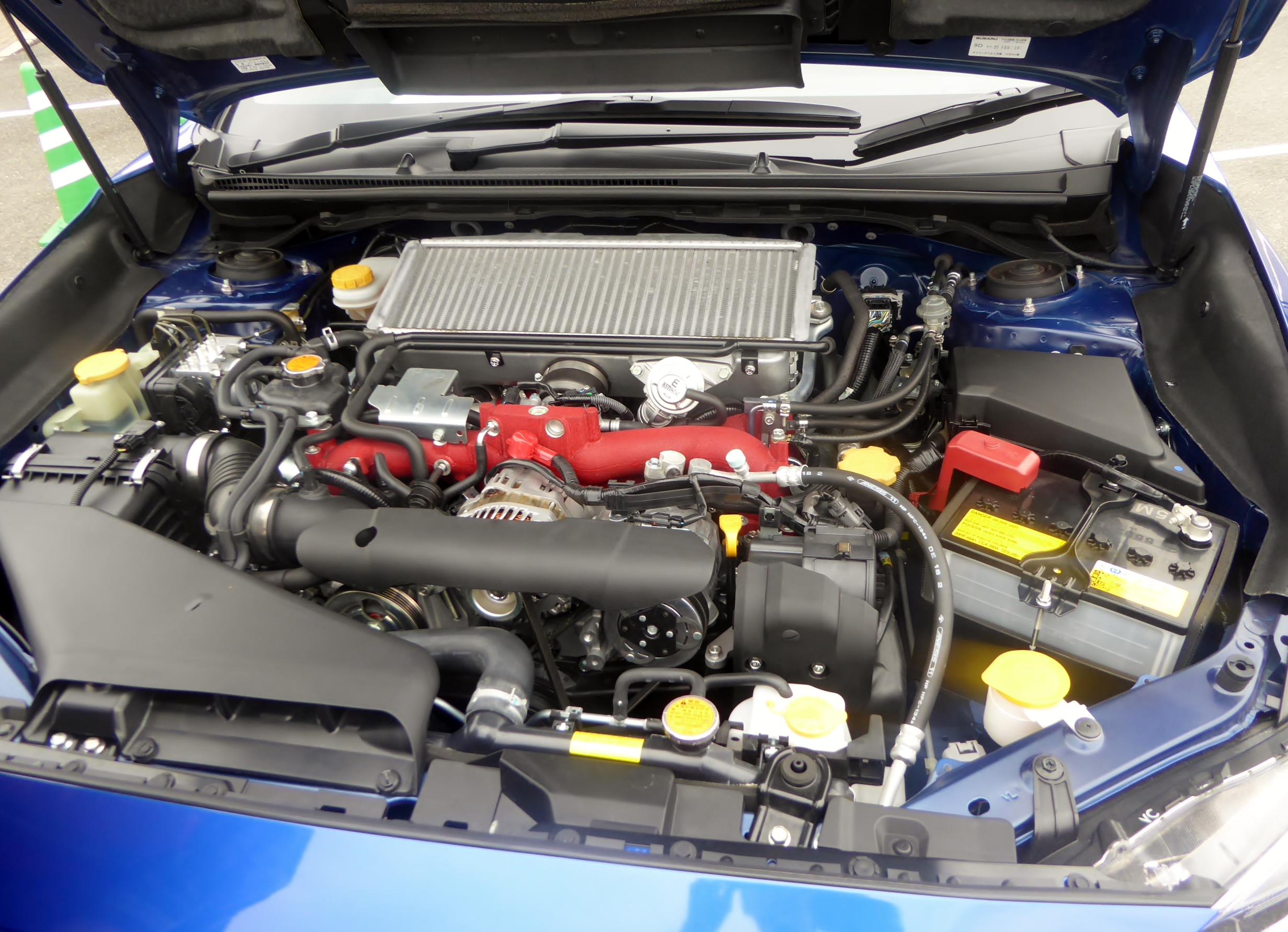
Moteur EJ20 intégré au châssis VA

En 2018, Subaru présente une WRX STI en édition spéciale très limitée pour le marché japonais. Elle célèbre la fin du moteur EJ20, abandonné définitivement par Subaru et présent dans toutes les WRX entre ses débuts et 2008, puis réutilisé sur quelques versions de WRX ensuite.
Pour cette version, Subaru a utilisé pour le design de subtiles lignes rouges sur la calandre et le haut du diffuseur arrière, des jantes en or pour rappeler la couleur des débuts en rallye, ainsi qu'une jupe noire qui s'ajoute aux bas de caisse et au pare-chocs du modèle. Elle est disponible en "Bleu Rally", "Blanc" et "Noir". Pour l'intérieur, les lignes de contour de siège habituellement rouges deviennent argentées.
Côté mécanique, Subaru ne s'est pas contenté de simplement proposer un EJ20, le constructeur a retravaillé l'implantation dans le châssis type "VA" et amélioré l'embrayage.

#### WRX STI EJ25 - Final Edition
En 2021, Subaru qui se prépare à dévoiler le nouveau modèle de WRX / WRX STI, annonce en premier lieu que le prochain modèle utiliserait un moteur 2,4 litres de la gamme FA. C'est ainsi que le constructeur japonais après 16 ans annonce la fin du mythique moteur EJ25, dernier représentant des moteurs à nomenclature EJ dans la gamme Subaru.

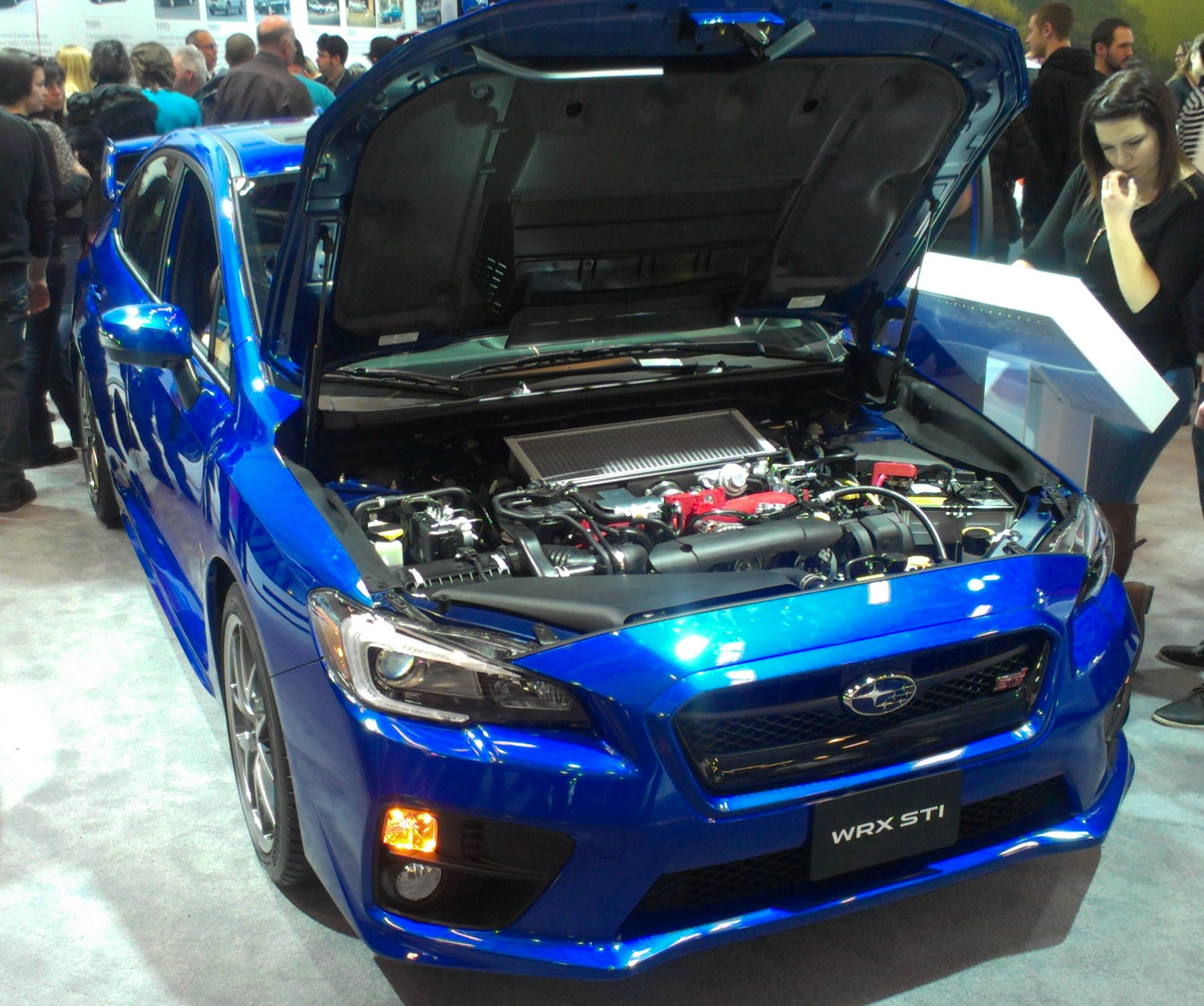
Le moteur EJ25 des WRX STI depuis 2015

Une édition finale est annoncée en Australie pour 75 modèles numérotés dans l'habitacle et le compartiment moteur avec un badge arrière spécifique.
Sur l'ensemble des WRX STI EJ25 Final Edition, 50 seront "Bleu Rally", 15 seront blanches et 10 seront noires.
Les spécifications de cette édition comprennent des jantes couleur or en aluminium forgé doré de 19 pouces, des étriers de frein Brembo argentés avec logo STI, les sièges avant de la STI reprennent les reflets argentés de l'édition EJ20 au lieu des habituelles lignes rouges, le volant est recouvert en "Ultrasuede", le bouton de démarrage prend une couleur rouge, les ceintures de sécurité et les surpiqures intérieures deviennent argentées, le tableau de bord reprend les lignes couleur carbone des WRX au lieu du noir brillant des STI. Les contours de boite de vitesse qui remontent vers les boutons de climatisation sont également recouverts de cuir.
Pour compléter le look, les coques de rétroviseurs extérieurs, l'antenne en aileron de requin, l'insert d'aile avant avec le logo STI et le badge à l'arrière sont tous de couleur noire.
Subaru va encore plus loin en proposant en plus de l'achat de la voiture (si l'achat est fait en ligne uniquement), de verser 1 000 $ à l'Australian Road Safety Foundation. Ce qui donne lieu à la livraison de la voiture à domicile ou à son bureau par un des pilotes de rallye affiliés à l'équipe Subaru : Molly Taylor, Cody Crocker, Mark Stacey ou Dean Herridge.

#### WRX STI Type RA
La WRX STI Type RA (Pour Record Attempt - Tentative de Record en français) est une série limitée numérotée de la WRX STI de 2018. Elle est basée sur la WRX STI de Test de Subaru qui a permis d'établir le record de la catégorie berlines sur le Nürburgring Nordschleife.

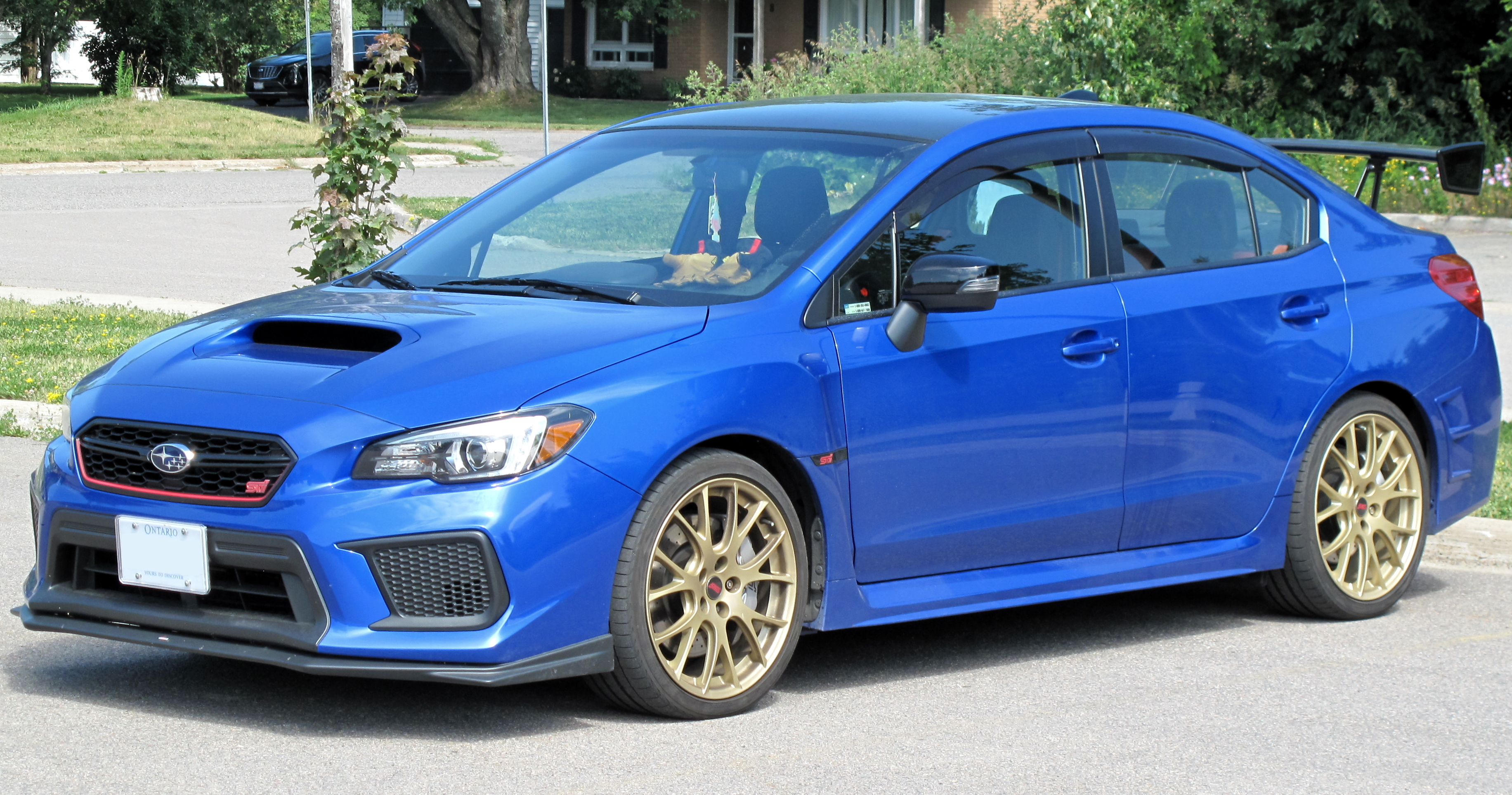
Une Subaru WRX Type RA de 2018

Côté esthétique, la Type RA se démarque à l'extérieur par plusieurs appendices exclusifs comme le toit en carbone, les coques de rétroviseur noires, une grille avant avec un liseré rouge que l'on retrouve au-dessus du diffuseur arrière, un pare-chocs arrière retravaillé avec deux déflecteurs d'air, une lame avant badgée STI ainsi qu'un aileron plus conventionnel que le typique "Grand Aileron" type rallye de la STI. Le tout afin de rendre cette STI plus performante et non améliorer uniquement son look.
L'intérieur ne change pratiquement pas hormis pour le levier de vitesse muni d'origine d'un quickshift, le bouton de démarrage qui passe au rouge et le volant qui se gaine d'ultrasuede.
Côté mécanique, les changements sont légion :
- L'ECU de la voiture est modifié d'usine
- Pistons renforcés par rapport au STI standard
- Système d'admission d'air revu
- Échappement modifié et exclusif
- Suspension de marque Bilstein
- Jantes BBS doré qui rappelle les Subaru WRX STI de Rallye.
- Étriers de frein colorés en argent de marque Brembo. 6 pistons à l'avant, 2 à l'arrière. Disques de freins perforés
- Emblème STI sur les ailes de l'auto écrit en rouge sur fond noir.

Le Japon a eu le droit à une version Type RA-R, Record-Attempt-Racing. Subaru Technical International au Japon ayant considérablement modifié la Type RA pour la voir perdre 22 livres. Elle utilise le moteur de la série performance WRX STI S208 développant 324 chevaux et 319 lb-pi de couple. L'échappement a été amélioré.

### Apparition en sport automobile

#### Rallycross
ARX
Subaru continue de s'engager en rallycross, contrairement au WRC, la pause de Subaru dans ce sport fût beaucoup moins longue. On verra Subaru Motorsport USA briller en catégorie ARX de Rallycross (Le championnat américain), quittant en 2020 le championnat pour cause de l'annulation de la série mais sur le titre de champion des constructeurs. Avec la restructuration de la discipline par la FIA pour 2021 et 2022 qui peinent à trouver l'adhésion des constructeurs.
NitroRX
En 2021, Travis Pastrana, en collaboration avec ses collègues de Nitro Circus et la direction des Rallycross dévoile une catégorie basée sur le ARX et faisant suite au Nitro Games de 2018 et 2019 qui sera nommé le Nitro RX. Subaru Motorsport of USA est le partenaire majeur et l'image commerciale de la catégorie à son lancement. Une partie du plateau de l'ARX se retrouvera dans cette nouvelle catégorie, dont Andreas Bakkerud, actuel leader de l'Euro RX1 ainsi que de Scott Speed (ancien pilote de Formule 1) qui rouleront pour les couleurs de Subaru avec Pastrana.
Le championnat débutera au printemps 2021 sur l'Utah Motorsports Campus pour la toute première fois et devrait redéfinir les codes de la discipline avec un show type à "l'américaine". Notamment d'énormes sauts au dessus d'un circuit en 8 (comme peut l'être le circuit de Top Gear). La discipline sera à suivre à la télévision nord américaine et conforme à ses nouveaux codes d'accessibilité, notamment envers les jeunes, en diffusion complète sur la plateforme YouTube.

#### Rallye
Ne pouvant participer au WRC faute de n'être pas réglementaire par son format trop grand pour être homologué dans la catégorie reine, Subaru s'inscrit tout de même dans des championnats où elle peut obtenir le droit de participer, notamment au championnat des rallyes canadiens où elle obtient des résultats convaincants, dont plusieurs titres de champion.
Ken Block annonce en avril 2021 qu'il renoue également avec Subaru pour sa participation en Rallye. Un retour dans la marque qu'il a quittée en 2009 après avoir créé avec elle le concept de Gymkhana. Sa participation se fera sur 6 épreuves du championnat des rallyes américains, la "American Rally Association (ARA)". Il conduira un WRX STI "VA" préparé par l'ancienne équipe dédiée à ses Subaru à partir de 2005 et aura comme coéquipier dans l'équipe un certain Travis Pastrana. L'équipe est dirigée par Subaru Motorsport USA, la principale entité officielle de la marque faisant tourner des Subaru à l'heure actuelle en course automobile.
Une autre version de 600 chevaux pour le rallye a existé en 2016 dans le but d'établir un nouveau record sur le tour de l'Île de Man, record déjà possédé par Subaru avec la précédente génération de Subaru Impreza WRX. Encore une fois c'est Subaru Motorsport USA qui mènera le projet.

#### Gymkhana / Drift
Une de ses dernières apparitions sera en 2020 pour le Gymkhana de Travis Pastrana. Ce dernier en contrat avec Subaru remplace Ken Block qui lui cède officiellement la place. Cela permet aussi à Subaru via sa filiale en course automobile, Subaru Motorsport USA, de faire une promotion de la marque et de ses modèles auprès du public cible des sportives de la marque. Pour cela, ils font apparaitre la nouvelle génération de Subaru BRZ, tout récemment annoncée et encore absente des concessions, en duo avec la Subaru WRX (modifiée par Subaru à l'extrême) et organise également un concours pour gagner une WRX STI (blanche). Cette dernière est présentée dans la vidéo en démonstration sur un chariot élévateur, pendant que Travis Pastrana drift en dessous.
Hoonigan, société de Ken Block qui gère la franchise de Gymkhana fera réapparaitre fin mai 2021 la Subaru WRX STI utilisée lors du Gymkhana en compagnie de son pilote pour une série de vidéo de "Drag Race" (course d'accélération) sur la piste d'aéroport utilisée lors du Gymkhana. La première de la série présente l'auto avec les commentaires de Travis. Le premier duel voit s'affronter Travis Pastrana contre Chris Forsberg avec une voiture à la conception totalement différente de la Subaru WRX STI. Pastrana en sortira gagnant sur les deux premières en départ arrêté mais perdra la manche bonus en départ lancé. Pour le spectacle, la ligne droite de la Subaru comportait un tremplin juste avant l'arrivée contrairement à son adversaire. Pour la seconde vidéo, Pastrana affronte une vraie voiture d'accélération type "Street" (voiture d'origine modifiée pour l'accélération) conduite pas Cleetus McFarland'. Travis affronte en départ arrêté ce pilote qui lui est en départ lancé. Une suite de vidéo identique suivra durant le mois de juin.
Subaru publie le 15 juin 2021 sur la chaine YouTube officielle de la marque la version "Extended Cut" du Gymkhana de Travis Pastrana.

#### Festival de vitesse de Goodwood
Du 8 au 11 Juillet 2021, la voiture de gymhkana légèrement revue de Pastrana est présentée pour la première fois en Europe au Festival de vitesse de Goodwood 2021. La voiture de 870 chevaux est engagée officiellement dans la compétition de course contre la montre de la catégorie FOS, Travis Pastrana enregistre une qualification en première place et termine la compétition deuxième du classement final avec un temps de 46.20.

#### Course d'endurance
On a pu également la voir rouler dans une version qui n'a plus rien à voir avec la route aux 24h du Nürburgring, obtenant des résultats satisfaisants. Contrairement aux autres disciplines, c'est Subaru Tecnica International (STI) qui chapeaute directement le projet. Cette course fait partie du championnat Nürburgring Endurance Series, une série de 9 courses sur le circuit du Nürburgring (dont la grande boucle). La marque est inscrite en catégorie SP3, un équivalent des GT3 ou GT4 mais qui n'entre pas dans les catégories homologuées par la FIA..
En 2019, Subaru a remporté son 6e titre de classe SP3 (équivalent aux GT3 et GT4 ) et sa deuxième victoire consécutive sur les 24 heures du Nurburgring. Il s'agissait du 12e départ de Subaru aux 24 heures du Nürburgring depuis 2008, le cinquième pour la nouvelle Subaru WRX STI, leur 6e titre de classe et la quatrième victoire en cinq ans. La WRX STI (VA) aura donc gagné 4 courses sur 5 possibles.

Les pilotes Carlo van Dam (Pays-Bas), Tim Schrick (Allemagne), Hideki Yamauchi (Japon) et Takuto Iguchi (Japon) sont la dernière équipe victorieuse, au terme d'une course sans problèmes dont Subaru a pu se satisfaire de la parfaite fiabilité de son matériel.

### Apparition dans d'autres médias

#### Jeux vidéo
Comme ses anciennes versions, la WRX (VA) a été une star des jeux vidéo automobile. On note son apparition notamment dans :
- Gran Turismo Sport
- Gran Turismo 7
- Forza Motorsport 6
- Forza Motorsport 7
- Forza Horizon 2
- Forza Horizon 3 (présente dans le jeu d'origine et mise en avant dans le DLC Blizzard Mountain)
- Forza Horizon 4
- Forza Horizon 5
- Need for Speed: Edge
- Gravel
- GRID
- Dirt Rally 2.0
- Dirt 5

#### Filmographie
Elle occupe le devant de la scène dans le film Fast and Furious 8, conduite par Scott Eastwood. On peut également voir une WRX STI (VA) en 2020 dans Tenet de Christophe Nolan.
Parmi les passages à la télévision, Top Gear America lui réservera une séquence de l'émission, il en sera de même pour la version web de la série Jay Leno's Garage. Côté séries télé, une apparition est visible dans l'épisode 6 de la saison 2 de CSI / Les Experts : Cyber, lors de plusieurs scènes dont une course-poursuite, ainsi que dans la série Rush Hour en 2016, dans l'épisode 8, pour une scène fixe.

## 2egénération
La Subaru WRX 2022 est inspirée du concept car Viziv Performance. Elle est le premier modèle à n'avoir plus rien à voir avec la gamme ni le design de l'Impreza. Elle sera basée sur la plateforme globale "SGP", utilisée sur l'Impreza, mais se rapproche désormais de la Subaru Levorg (design général, surtout l'avant ainsi que l'intérieur) de deuxième génération, sortie en 2020.
Après des mois de fuites de photos, des aperçus camouflés en Australie et aux États-Unis et un retard de près d'un an, la communication commence finalement par une annonce aguicheuse le 30 Juin 2021 via la division américaine et australienne de Subaru . Plusieurs journalistes automobiles sont conviés vers la mi-Juillet par Subaru pour prendre le volant de cette nouvelle mouture de la Subaru WRX, qui demeure toutefois encore sous embargo médiatique.
Le 27 Juillet 2021, Une nouvelle annonce en vidéo dévoile la partie basse de la voiture qui confirme en partie le futur design qui a déjà fuité sur internet, basé sur la Subaru Levorg et déjà aperçu sur la version "camouflée". Subaru communique le même jour la date d'officialisation pour le 19 août 2021 au New York International Auto Show . L'événement sera en fait annulé et la voiture finalement dévoilée sur les sites officiels Subaru du monde entier le 10 septembre 2021.
La mise sur le marché prévue pour fin 2021, début 2022, intervient au moment où se produit la pénurie de semi-conducteurs. Les premières commandes ne seront ainsi enregistrées qu'à partir du deuxième trimestre 2022 et les premières livraisons honorées d'abord à un rythme peu élevé, avec amélioration prévue au fur et à mesure du rétablissement de la situation.

### WRX
La Subaru WRX est annoncée le 10 septembre 2021. C'est toujours une berline mais cette fois-ci, comme prévu, basée sur le concept Viziv Performance et la plateforme SGP (Subaru Global Platform), la même que pour tous les modèles de la gamme Subaru depuis 2017, sauf la BRZ qui est construite sur sa propre plateforme. Elle a l'avantage d'être plus légère tout en étant plus rigide.

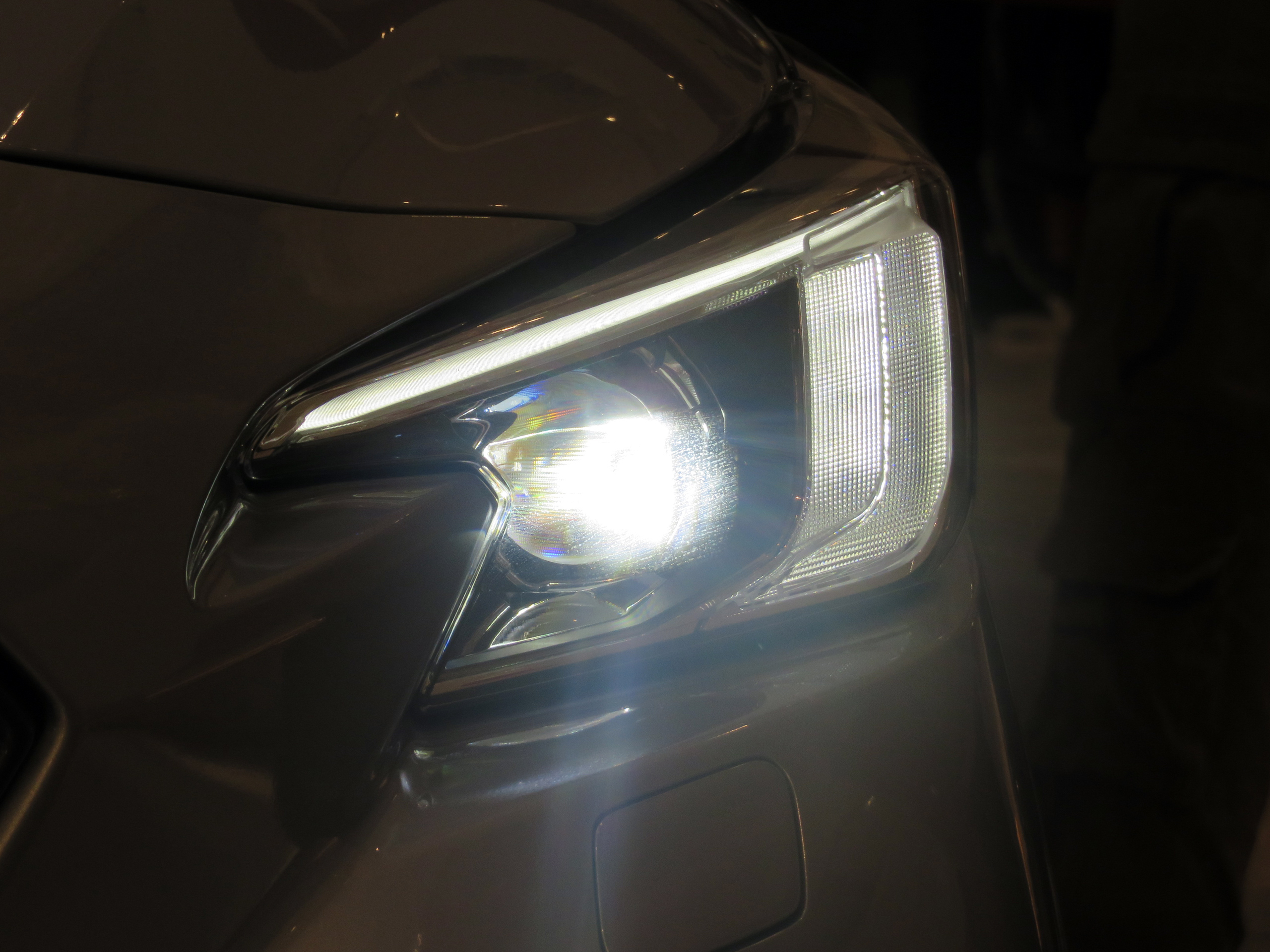
La nouvelle signature lumineuse de la WRX 2ème génération

Côté design, Subaru dit s'être inspiré d'un look beaucoup plus rallye qui a fait la réputation du nom WRX. Elle est entourée de bas de caisse en plastique noir sur tout le pourtour, du même genre que ceux que l'on retrouve sur la Subaru XV / Crosstrek, mais apporte selon le constructeur des effets sur la performance. Les sorties d'air aux roues avant et le diffuseur arrière sont pensés pour réduire la traînée aérodynamique.
Au niveau de la tenue de route, Subaru fait le choix de rehausser la WRX, rompant avec la tendance inverse des sportives dont ses propres anciens modèles, toujours plus près du sol depuis 2001. Ce choix ne se fait pas au détriment de la rigidité, la WRX y trouvant une meilleure stabilité. La barre stabilisatrice arrière est désormais fixée directement à la carrosserie au lieu du sous-châssis, ce qui a pour effet d'atténuer le roulis. La direction a, elle aussi, été revue.
Côté moteur, Subaru choisit une cylindrée de 2.4 litres développant 271 chevaux, pour un couple identique à la génération précédente. Le moteur offrira cependant une meilleure réactivité, ainsi qu'une montée en régime plus agréable et homogène.
Le modèle est disponible avec une boite manuelle 6 vitesses ou une boîte CVT retravaillée (renommée "SPT" par Subaru) destinée à offrir des sensations conformes aux attentes d'une voiture sportive. La technologie Eyesight embarque pour la première fois dans la WRX avec transmission automatique, assistance de direction au centrage de voie et régulateur de vitesse adaptatif.

#### Critique

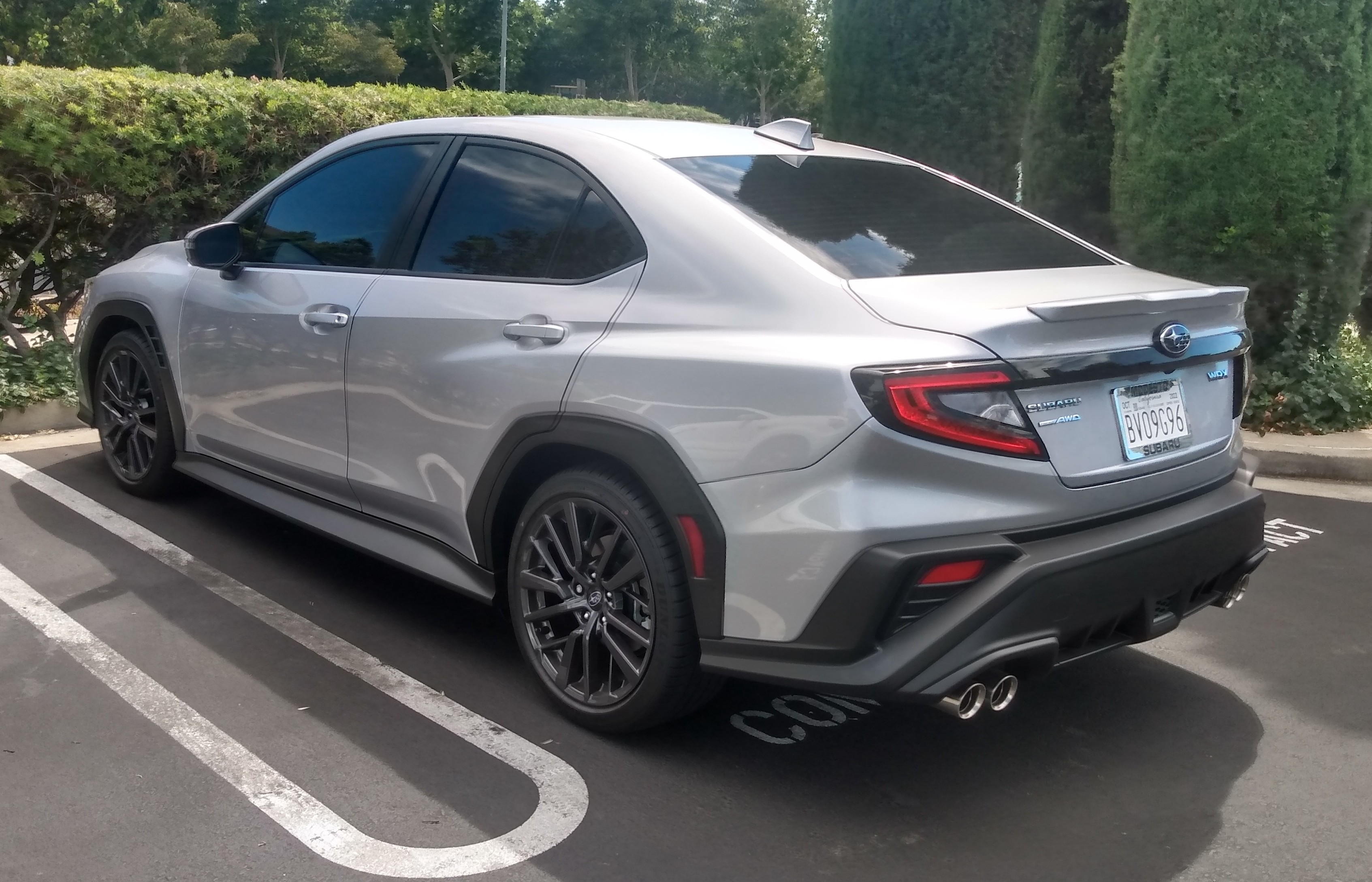
Arrière du véhicule qui accumule le plus de critique.

La réception critique est mitigée. Comme souvent avec les voitures Subaru, le design s'avère clivant et fait débat, certains applaudissant le risque pris par le constructeur pour sortir du lot au milieu d'un marché automobile très homogène. Toutefois, pour ceux pour qui ça ne "passe pas", la critique est principalement orientée vers les plastiques de bas de caisse et de contour de roue rappelant le Subaru Crosstrek et autres crossovers très à la mode à ce moment-là, la forme trop angulaire et trop éloignée du concept original étant les autres critiques négatives qui sont ressorties après l'annonce.
La critique est en revanche unanime à propos de la qualité de la finition intérieure, à l'image de la hausse de qualité opérée par Subaru durant la dernière décennie. La planche de bord est toujours très intuitive et bien adaptée à la configuration de la voiture, en plus de proposer des nouveautés pouvant plaire au puriste de la marque comme au féru de technologie.
Côté performances, le moteur de 2.4 litres est très bien accueilli même s'il est déploré qu'il n'offre finalement que le même couple et pratiquement la même puissance que sa devancière. Au bout du compte, la critique reste enthousiaste et unanime concernant la conduite et le comportement routier. Aucun essai routier ne finit sur une mauvaise note ou une déception dans la presse automobile.

### WRX GT
Nouveauté pour cette génération, la WRX GT. Elle marque le retour du badge "GT" depuis la légendaire première Subaru Impreza GT Turbo qui historiquement avait été remplacé par la dénomination WRX. Cette fois, elle remplace indirectement la WRX STI pour cette génération et se place donc au-dessus de la WRX dans la gamme.
Initialement destinée au seul marché des États-Unis, elle comprend — en plus des options de la WRX — tout un panel de gadgets électroniques éprouvés chez la concurrence qui comprend des amortisseurs à commande électronique pouvant faire de la WRX GT, au choix, une voiture de piste comme une voiture de rallye. La version GT comprend des sièges Recaro avec sellerie en ultrasuede et jantes en alliage de 18 pouces chaussées de pneus d'été. Ce modèle se distingue également par le fait qu'il n'est disponible qu'en version automatique. Cela inclut cependant une possibilité de personnalisation de la conduite (avec le sélecteur de mode de conduite) et de gestion des performances SI-Drive beaucoup plus grande.
La WRX GT permet donc à Subaru de proposer une version plus "radicale" de la WRX pour pallier le manque de la WRX STI sur son marché dominant aux États-Unis. Le tout en restant dans des normes d'émissions encore tolérables pour l'Amérique du Nord mais orienté vers un nouveau bassin d'acheteurs qui convoitent habituellement des voitures avec plus de contrôle et de possibilités via l'électronique.
La WRX "standard" sera une version "classique" qui ne bouscule pas les standards du modèle — lequel est très apprécié des acheteurs initiaux, qui sont également très attachés à la transmission manuelle.
Pour 2024, la WRX GT arrive sur le marché canadien apportant avec lui le eyesight pour toutes les versions de la gamme, boite manuelle incluse.

### WRX TR / RS
Subaru annonce en Octobre 2023 pour l'année modèle 2024 l'arrivée sur le territoire américain du WRX TR (WRX RS au Canada).
Elle reprend l'essentiel des caractéristiques de la Subaru WRX tout en retirant le toit ouvrant afin de réduire le poids. Elle ajoute en revanche des sièges plus enveloppant RECARO. Le réglage de la suspension de la WRC GT sont repris et devienne de ce fait disponible au Canada puisque la WRX GT n'y était pas disponible.
Le reste des particularités sont une direction revue, des freins Brembo ainsi que de nouvelle jante en alliage de 19 pouces en bronze.
Le Canada aura le droit à une couleur exclusif : Le bleu saphyr.

### WRX Sportwagen

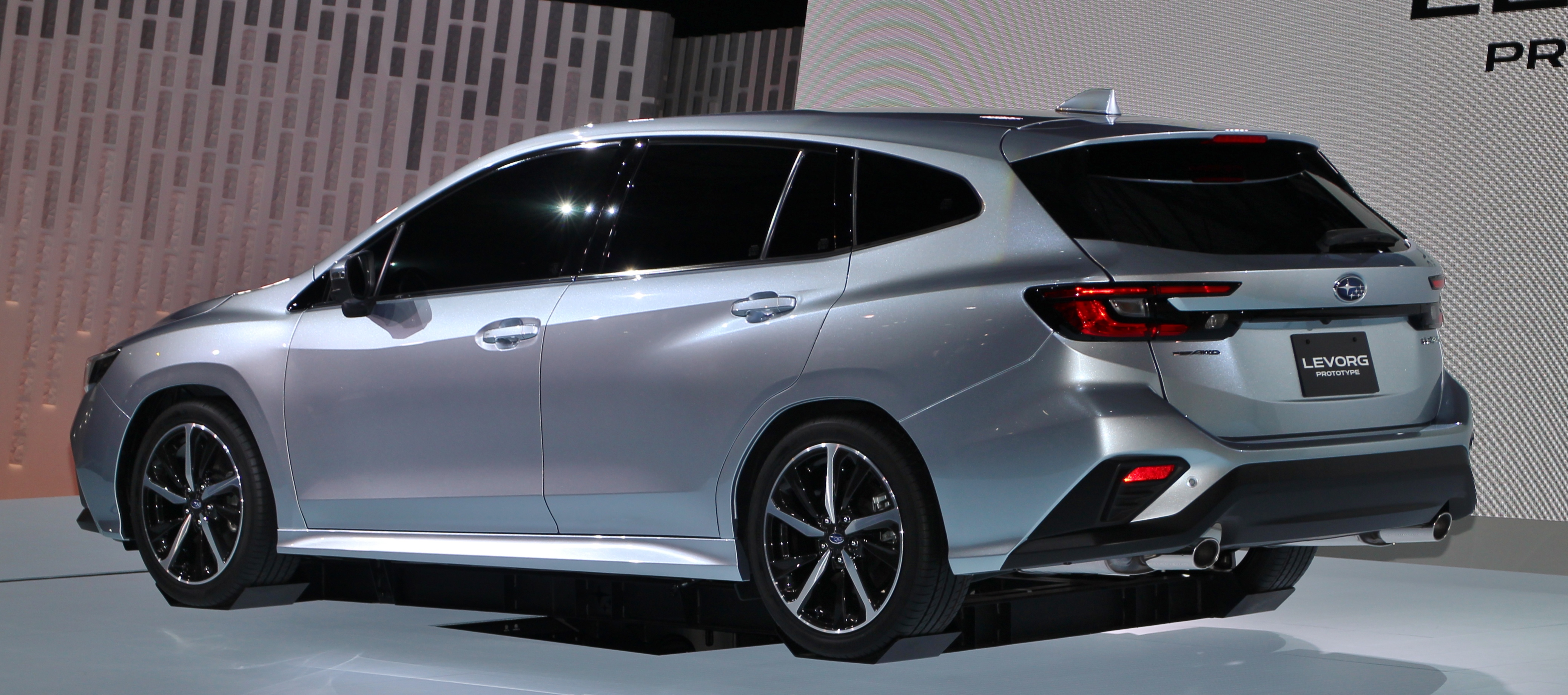
La WRX Sportwagen sera une version rebadgée de la Levorg de deuxième génération

En Octobre 2021, Subaru annonce un retour aux sources pour la WRX en Australie et Nouvelle-Zélande. En effet, pour ces deux pays, la Subaru Levorg sera rebadgée en WRX Sportwagen afin de revenir à la double proposition berline et break qui avait lieu jusqu'à la troisième génération en 2008. Cela restera exclusif à ces deux marchés.
Cette version reprend les grandes lignes de design de la Subaru Levorg STI, vendue seulement au Japon avec des jantes différentes. Elle est équipée du même moteur 2,4 litres Turbo développant exactement la même puissance que la WRX en version Berline. Toutefois, elle ne profite d'aucune autre nouveauté et amélioration de la Subaru WRX, mais reste sur la même base de configuration que la Subaru Levorg, moins sportive et plus confortable.

### Mise en pause de la WRX STI mondialement avant un renouveau
Au départ dévoilée et exposée à partir de 2021 au Subaru Esports Hub à Chester en Pennsylvanie, dans la partie réservée au sport interactif du complexe nommé Subaru Park, un stade accueillant la MLS et qui héberge le club de soccer (football) Subaru Philadelphia Union, elle fera une apparition très remarquée au salon de Tokyo 2022 avec des bas de caisse et garniture rouges.
Pourtant, Subaru annoncera le 12 mars 2022 qu'il n'y aurait finalement aucune version STI pour cette génération de WRX. La seule condition de retour sera avec une hybridation mais qui devra se faire sur une plateforme différente, l'actuelle n'étant pas adéquate. Elle devra donc attendre la prochaine génération. Les modalités de retour sont extrêmement floues.
Subaru indiquera que les normes deviennent beaucoup trop strictes au niveau mondial pour une sportive puissante entièrement à moteur à combustion. De plus, les États-Unis, ont désormais des cibles de réduction beaucoup trop sévères pour des projets énergivores même à court terme. Déjà disparue d'Europe depuis 2018 avec sa sœur la WRX, la STI rejoint donc de façon mondiale la longue liste des sportives abordables à faible volume de vente qui ont disparu à cause des normes de plus en plus difficiles à atteindre.
La lettre en français de Subaru Canada mentionne : « alors que le marché automobile continue d'évoluer vers l'électrification, Subaru se concentre sur la manière que nos futures voitures de sport et de performance devraient évoluer pour répondre aux besoins de l'évolution du marché. Dans le cadre de cet effort, Subaru explore les opportunités pour la prochaine génération de Subaru WRX STI, y compris l'électrification. En attendant, une WRX STI de nouvelle génération à moteur à combustion ne sera pas produite sur la base de la nouvelle plate-forme WRX. » .
Le badge "STI" restera présent dans la gamme Subaru, surtout au Japon, pour désigner l'ensemble d'équipement le plus cher pour la presque totalité des modèles. Le tout étant cosmétique avant le reste, les modifications rendent la présentation des véhicules plus agressive et sportive sans rien changer au moteur et très peu au châssis contrairement à ce que fut le badge STI appliqué sur les Subaru Impreza WRX avant 2014 et Subaru WRX après 2015.

#### WRX S4 STI Sport (2024) édition spéciale
Le Subaru WRX S4 STI Sport 2024 est un modèle automobile exceptionnellement exclusif de Subaru, qui redéfinit le concept de possession d'un véhicule sportif. Ce modèle en édition limitée, peint dans une couleur distinctive Offshore Blue Metallic, se distingue non seulement par son esthétique frappante, mais aussi par ses caractéristiques méticuleusement conçues qui assurent une expérience de conduite unique. De l'extérieur, le véhicule se distingue par son kit carrosserie agressif et ses jantes forgées BBS de 19 pouces. À l'intérieur, le WRX S4 STI Sport brille avec des sièges avant Recaro réglables ornés de logos STI, ainsi que des détails en coutures argentées et en matériau suédé sur la console centrale et le tableau de bord. En matière de performances, le modèle conserve son moteur turbo de 2,4 litres et 271 chevaux, complété par des améliorations mécaniques telles que des barres stabilisatrices plus robustes et un refroidisseur de transmission amélioré.

Le processus d'acquisition du Subaru WRX S4 STI Sport est aussi unique que le véhicule lui-même, puisqu'il se déroule via un système de loterie au Japon, ajoutant un élément d'excitation et d'exclusivité à l'expérience d'achat. Les parties intéressées doivent participer à cette loterie pendant une période spécifiée, les gagnants étant annoncés à une date précise, créant une grande anticipation. Cette approche de vente inhabituelle dans l'industrie automobile souligne la nature exceptionnelle du modèle. Le Subaru WRX S4 STI Sport n'est pas seulement une voiture, mais une expérience complète qui commence par le frisson de participer à la loterie et s'étend au plaisir de conduire un véhicule aussi convoité, proposé à un prix approximatif de 43 000 dollars.

### Apparition en sport automobile

#### Rallye
Fidèle à la tradition, Subaru America Motorsport et Vermont SportsCar présente en Aout 2023 la nouvelle voiture de rally américain de Subaru basé sur la nouvelle Subaru WRX.
Les pilotes confirmés pour la piloter sont Brandon Semenuk et son copilote Keaton Williams ainsi que Travis Pastrana qui complètera la saison en 2024 après la fin de sa saison de NitroRX.